# Comedia (álbum)
Comedia es el tercer álbum de Héctor Lavoe como solista, lanzado en el año 1978 bajo la producción de Willie Colón. Como tema principal de la producción se encuentra el tema musical "El Cantante" que define las características de este artista, este tema fue escrito por Rubén Blades con la intención de grabarlo él mismo, sin embargo decidió cedérselo a Héctor luego de que Willie Colon lo contactara.  La canción se convertiría en el tema de regreso de Héctor y en su canción insignia, la cual le otorgaría el apodo de "El Cantante de los Cantantes". Una característica particular de los álbumes durante la época en que se publicaba la música en el formato de disco de acetato es su carátula, en este caso muestra un Héctor Lavoe vestido como Charles Chaplin en una imagen en blanco y negro, haciendo alusión al título de la producción discográfica.
Esta producción aparte de contar con el género de salsa está compuesta por otros géneros como bolero, bomba y plena, etc. 

## Lista de canciones
| N.º | Título                                                      | Compositor(es)                  | Duración |  |
| 1.  | «El Cantante» (Arreglos musicales por: Willie Colón)        | Rubén Blades                    | 10:23    |  |
| 2.  | «Comedia» (Arreglos musicales por: Luis “Perico” Ortiz)     | José A. Espinosa                | 3:28     |  |
| 3.  | «La Verdad» (Arreglos musicales por: Willie Colón)          | Freddy Molina / Yin Carrizo     | 5:30     |  |
| 4.  | «Tiempos Pasados» (Arreglos musicales por: José Febles)     | D.R.                            | 4:26     |  |
| 5.  | «Bandolera» (Arreglos musicales por: José Febles)           | Victor Cavalli                  | 9:32     |  |
| 6.  | «Por Qué Te Conocí?» (Arreglos musicales por: José Febles)  | D.R.                            | 4:47     |  |
| 7.  | «Songoro Cosongo» (Arreglos musicales por: Edwin Rodríguez) | Eliseo Grenet / Nicolas Guillen | 7:50     |  |

## Personal

### Músicos
- Voz - Héctor Lavoe
- Coros - Héctor Lavoe, Willie Colón, José Mangual Jr., Milton Cardona (En «El Cantante» y «La Verdad») y Eddie Natal
- Trombones - José Rodríguez y Reinaldo Jorge
- Trompetas - Luis “Perico” Ortiz (Solo de trompeta en «Bandolera»), José Febles y Lew Soloff (Solo de trompeta en «El Cantante»)
- Bongo - José Mangual Jr.
- Conga - Eddie Montalvo (Excepto en «El Cantante» y «La Verdad») y Milton Cardona (En «El Cantante» y «La Verdad»)
- Batería - Jose Signo (Excepto en «El Cantante» y «La Verdad»)
- Timbales - Steve Berrios (En «El Cantante» y «La Verdad») y José Mangual Jr. (En «Tiempos Pasados»)
- Percusión  - Steve Berrios (En «El Cantante» y «La Verdad»)
- Piano y Piano eléctrico - Gilberto “Pulpo” Colón Jr.
- Bajo - Salvador Cuevas
- Guitarra acústica - José Febles (Solo para el tema «Tiempos Pasados»)
- Violín - Alfredo de La Fe

### Créditos
- Productor - Willie Colón
- Arreglos musicales – Willie Colón, Luis “Perico” Ortiz, José Febles y Edwin Rodríguez
- Arreglos sinfónicos - Marty Sheller
- Ingeniero de sonido – Jon Fausty, Mario Salvati e Irv Greenbaum
- Mezcla musical - Willie Colón y Jon Fausty (Para «Bandolera»)
- Fotografía Original del Álbum - Yoshi Ohara
- Diseño de la carátula del LP Original - Michael Ginsburg/Gazebo Group
- Director de arte - Alberta Dering